# Jamides nitidus
Jamides nitidus är en fjärilsart som beskrevs av Tite 1960. Jamides nitidus ingår i släktet Jamides och familjen juvelvingar. Inga underarter finns listade i Catalogue of Life.